# El arte mágico
El arte mágico (en el original en francés L'Art magique) es un libro de arte de André Breton publicado en 1957 por el Club français du livre y reeditado por Phébus en 1992 y 2003. Su edición española corrió a cargo de Ediciones Atalanta en 2019, traducido por Mauro Armiño y con la colaboración de la hija de Breton Aube-Elléouët.

## Contenido
Se trata de una historia universal del arte, desde la prehistoria hasta el siglo XX, contada desde las premisas del surrealismo.
La obra está ilustrada con más de 200 reproducciones de diversos artistas: el Bosco, Brueghel, Uccello, Durero, Grünewald, Altdorfer, Holbein, Arcimboldo, Caron, Desiderio, Blake, Füssli, Goya, Friedrich, Böcklin, Gauguin, Gustave Moreau, Rousseau, De Chirico, Picasso, Duchamp, Kandinsky, Miró, Tanguy o Max Ernst, incluyendo así mismo el arte religioso de las más diversas épocas y culturas del mundo.
El volumen se cierra con una sección sobre el valor y la significación de lo mágico en nuestra época, en forma de encuesta realizada a personajes tales como Martin Heidegger, Octavio Paz, René Magritte, Georges Bataille, Claude Lévi-Strauss, Julien Gracq, Benjamin Péret, Pierre Klossowski, Roger Caillois, Juan Eduardo Cirlot, Leonora Carrington, Julius Evola, Maurice Blanchot o René Nelli.